# Městské muzeum ve Stříbře
Městské muzeum ve Stříbře (okres Tachov, Plzeňský kraj) se nachází v budově bývalého minoritského kláštera na jihovýchodní straně Masarykova náměstí v samém centru historického jádra města a je součástí zdejší městské památkové zóny.

## Charakteristika
Jedná se o muzeum vlastivědného typu se zaměřením na hornictví a geologické obory. Muzeum je příspěvkovou organizací města Stříbra. Budova muzea je zároveň sídlem městského informačního centra, které poskytuje turistické inormace o městě a jeho okolí. Pod správu muzea přísluší též torzo kostela sv. Máří Magdaleny, které je s bývalým klášterem propojeno v severní části ambitu. Městské muzeum spravuje také věž děkanského kostela Všech svatých, na kterou mohou návštěvníci muzea v letní sezóně vystoupit jako na vyhlídkovou věž.

## Historie

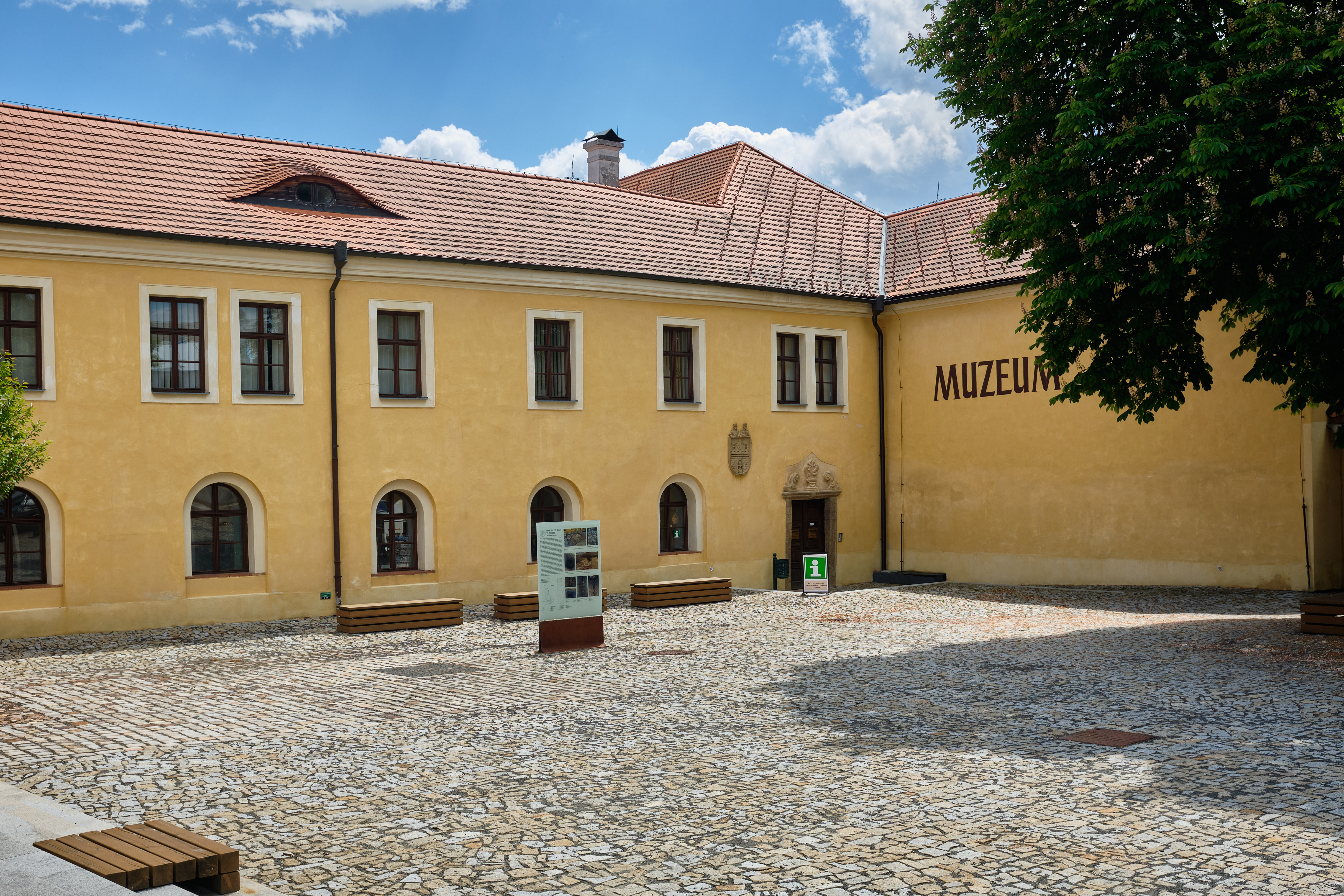
Budova bývalého kláštera

Objekt kláštera ve Stříbře, v němž sídlí muzeum, pochází z poloviny 13. století, kdy jej založili Švamberkové. Budovu kláštera tvoří rozsáhlý čtvercový komplex, jehož čtyři jednopatrová křídla uzavírají ve svém středu rajský dvůr. Nejstarší část kláštera pochází z raně gotického období.
Městské muzeum bylo do bývalého kláštera přemístěno v roce 1988. Jeho otevírání veřejnosti však probíhalo postupně - v roce 1991 zde byla nainstalována pouze malá expozice a teprve rok poté byla zahájena oprava severního křídla minoritského kláštera. Archeologický průzkum, který předcházel opravám, odkryl v místech křížové chodby a kostela zajímavé architektonické prvky z období rané gotiky včetně nejstarší části městské fortifikace. Samotná rekonstrukce klášterní budovy probíhala od roku 2000 postupně ve třech etapách a byla ukončena v dubnu roku 2011.

## Expozice

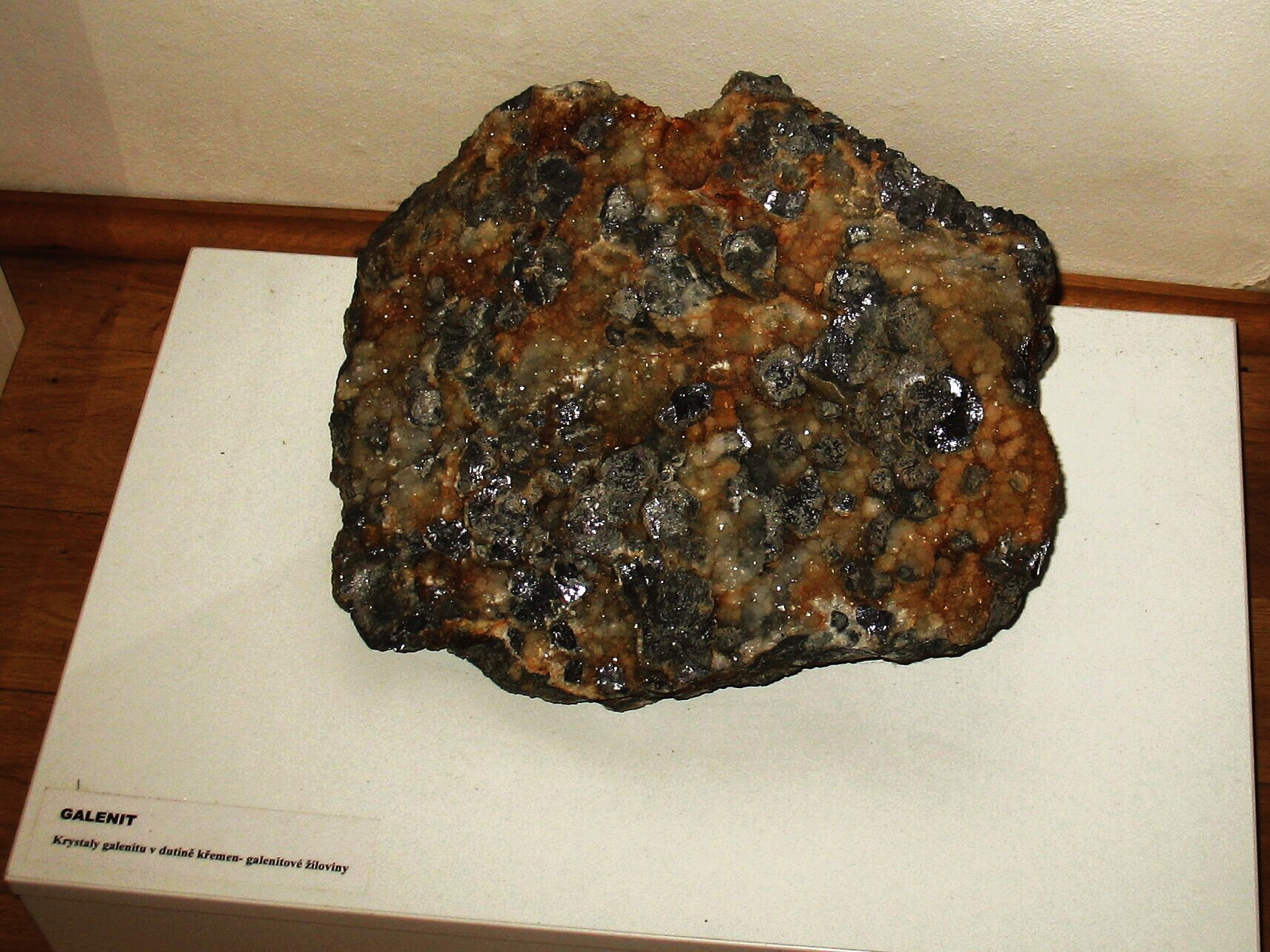
Vzorek s krystaly galenitu a křemene ze Stříbrského rudního revíru v mineralogické expozici muzea

V jednotlivých expozicích se výrazně promítá regionální charakter muzea, počínaje archeologickou tematikou a částí, věnovanou historii města Stříbra. K regionu se váže též žánrově pestrá etnografická sbírka, v níž nechybí lidové dřevořezby a podmalby na skle, nářadí, oděvy a selský nábytek. Jako poslední z výstavek s regionální tematikou byla v muzeu v roce 2015 otevřena expozice, věnovaná historii motokrosu ve Stříbře.
Pokud jde o přírodní vědy, zoologická expozice je zaměřena na faunu z oblasti západních Čech. Největší prostor z přírodovědných oborů však s ohledem na specifiku této oblasti zaujímá tematika z oblasti geologie, mineralogie a historie hornictví na Stříbrsku. Tato expozice, která se nachází v prvním poschodí bývalého kláštera, mimo jiné zahrnuje unikátní vzorky minerálů, pocházejících z dolů Stříbrského rudního revíru, jako jsou například krystaly galenitu, křemene či kalcitu.

## Dostupnost
Vchod do muzea leží pouhých 50 metrů od parkoviště, které se nachází na Masarykově náměstí. Do železniční stanice Stříbro na trati č. 170 existuje v pravidelných intervalech přímé vlakové spojení z Prahy, Plzně a Chebu. Jelikož je nádraží vzdáleno od centra cca 2,5 km, spojení na náměstí zajišťují autobusy MHD. V období od června do září je muzeum otevřeno ve všední dny od 9 do 12 a od 13 do 16 hodin, v sobotu od 9 do 15 hodin. V neděli a v pondělí je muzeum zavřené. V zimním období je muzeum přístupné pouze v pracovní dny od úterý do pátku.